# Majasaari (ö i Mellersta Finland, Äänekoski, lat 62,58, long 26,26)
Majasaari är en halvö i Finland. Den ligger i sjön Liesvesi och i kommunen Konnevesi i den ekonomiska regionen  Äänekoski ekonomiska region  och landskapet Mellersta Finland, i den centrala delen av landet, 280 km norr om huvudstaden Helsingfors.